# VIDEGRAJIN〜ビデグラジン〜
『VIDEGRAJIN〜ビデグラジン〜』は、2009年7月1日から2010年3月31日まで関西テレビで放送された関西ローカルのトーク番組である。

## 概要
ストーリーテラーのナオユキが毎回1組のゲストを迎え（ゲスト無しの回もある）、関西テレビクロスメディア事業局ライツ事業部が製作・販売しているDVDを一緒に観賞しながらトークを繰り広げていく深夜番組。放送時間は毎週水曜深夜1:35から2:30まで。
番組はスタジオセットを用いず、バックにDVDの映像、右下にはクロマキーでナオユキとゲストの上半身だけを映していた。番組内では、関西テレビ製作DVDのインフォマーシャルが行われていた。

## 放送日・観賞したDVD・ゲスト
| 放送日         | 観賞したDVD                                                                    | ゲスト       |
| -------------- | ------------------------------------------------------------------------------ | ------------ |
| 2009年7月1日   | 不滅の歴史 甦る! 阪急ブレーブス〜 オリックス・ブルーウェーブ                   | 岡田圭右     |
| 2009年7月8日   | 京都・祇園祭                                                                   | 岡田圭右     |
| 2009年7月22日  | ガガガと響く神戸の街〜 コザック前田＆ガガガSP復活ドキュメント                  | 岡田圭右     |
| 2009年7月29日  | よ〜いドン! presents 矢野・兵動の懐かしいモノ見学                              | 矢野・兵動   |
| 2009年8月5日   | 後世に残したい鉄道風景                                                         | 代走みつくに |
| 2009年8月12日  | 余部鉄橋〜最後の四季〜                                                         | 代走みつくに |
| 2009年8月19日  | パミール高原 葱嶺（Blu-ray Disc）                                              | オーケイ     |
| 2009年9月2日   | 白い春                                                                         | 無し         |
| 2009年9月9日   | ターフの魔術師・武 邦彦〜華麗なる競馬人生50年〜                                | 馬場鉄志     |
| 2009年9月16日  | 京都・町歩き ＜洛北＞                                                          | 森脇健児     |
| 2009年9月23日  | TV見仏記 総集編                                                                | 森脇健児     |
| 2009年9月30日  | よ〜いドン! presents 矢野・兵動の懐かしいモノ見学                              | 桂しん吉     |
| 2009年10月7日  | でんねん〜試験にでる? 大阪弁〜 ぼちぼち編                                      | なすなかにし |
| 2009年10月14日 | 京都四季百景                                                                   | なすなかにし |
| 2009年10月21日 | 昭和の街を走った市電シリーズ 2 〜大阪市電&神戸市電                             | 桂しん吉     |
| 2009年10月28日 | ルー大柴の藪からスティックそば屋                                               | ルー大柴     |
| 2009年11月4日  | 京都・町歩き＜洛南＞                                                           | 桂しん吉     |
| 2009年11月11日 | 吉田えり 17歳 職業・プロ野球選手                                               | 無し         |
| 2009年11月18日 | 哀川翔 俺たちのキャンプ                                                        | ルー大柴     |
| 2009年11月25日 | 昭和の街を走った市電シリーズ 1 〜京都市電                                      | 桂しん吉     |
| 2009年12月2日  | サムライ転校生 〜我ガ道ハ武士道ナリ〜 NEXT                                     | 無し         |
| 2009年12月9日  | くるねこ うんこさん                                                            | 河北麻友子   |
| 2009年12月16日 | 猛虎の魂2009 〜阪神タイガース 苦闘の中の道標〜                                 | 増田英彦     |
| 2010年1月13日  | 彼女の部屋R                                                                    | 増田英彦     |
| 2010年1月20日  | こどものうた カンテーレ ハチエモン スペシャル                                  | 河北麻友子   |
| 2010年1月27日  | 1982 - 2007 大阪国際女子マラソン Song by THE ALFEE                             | 馬場鉄志     |
| 2010年2月3日   | DRAMADA-J DVD-BOX                                                              | 無し         |
| 2010年2月10日  | R-1ぐらんぷり2009                                                              | 無し         |
| 2010年2月17日  | 紗綾のプライベートジャーニー in 北海道 〜紗綾と一緒の夏休み〜 1 ドキドキ温泉編 | チョップリン |
| 2010年2月24日  | くるねこ 2 うんこさん純情派                                                    | 河北麻友子   |
| 2010年3月3日   | 遠藤保仁 ヤットスタイル                                                        | チョップリン |
| 2010年3月10日  | ストリートダンス2on2バトル日本代表決定戦 JUSTE DEBOUT JAPON 2010               | 高橋真理恵   |
| 2010年3月17日  | 映画「昆虫探偵ヨシダヨシミ」メイキング                                         | オーケイ     |
| 2010年3月24日  | 新TV見仏記〜平城遷都1300年スペシャル〜                                         | オーケイ     |
| 2010年3月31日  | ナオユキ スペシャル                                                            | 無し         |

## 公式エンディングテーマ曲
歌唱はいずれも良元優作。
- 2009年7月度 - 「みずいろの手紙」
- 2009年8月度 - 「会いたい」
- 2009年9月度 - 「ラストダンスは私に」
- 2009年10月度 - 「さよならの向う側」
- 2009年11月度 - 「ファイト!」
- 2009年12月度 - 「白いページの中に」（作詞・作曲 柴田まゆみ）
- 2010年1月度 - 「SWEET MEMORIES」
- 2010年2月度 - 「喝采」
- 2010年3月度 - 「瑠璃色の地球」

## スタッフ
- ディレクター：杉浦圭太・川井大輔（D-REC）
- プロデューサー：山岡重行（KTVクロスメディア事業局ライツ事業部）、東田元（KTV編成部）
- 制作協力：ディーレック
- 制作著作：関西テレビ